# 賈姆希德·巴克特
賈姆希德·巴克特（英語：Jamshed Bakht，？—1921年），是莫臥兒帝國王子米爾扎·賈萬·巴克特的兒子。

## 生平
賈姆希德·巴克特，是莫臥兒帝國王子米爾扎·賈萬·巴克特的兒子，同時也是莫臥兒帝國末代皇帝巴哈杜爾·沙二世的孫子。巴克特的母親是其父親的表親納瓦布·沙阿·貝古姆。1902年，英國當局取消了對莫臥兒皇室的所有禁令和限制，巴克特因此每月獲得450盧比的皇室撫恤金。他結過兩次婚，第二次是娶了蘇爾塔娜·納迪爾·貝古姆，據說蘇爾塔娜生下了巴克特的唯一合法子嗣貝達爾·巴克特，而另一個兒子則是通過情婦未婚生子獲得的。他於1921年去世，此後莫臥兒帝國皇室的撫恤金被暫停發放，英國政府轉而給予他的合法兒子貝達爾每月16英鎊的小額津貼，直到印度獨立之後皇室撫恤金才被重新發放。